# When Harry Became Sally: Responding to the Transgender Moment
When Harry Became Sally: Responding to the Transgender Moment (español: Cuando Harry se convirtió en Sally: respondiendo al momento transgénero) es un libro que critica la teoría transgénero y ciertos tratamientos para la disforia de género, escrito por el filósofo político socialmente conservador Ryan T. Anderson y publicado por Encounter Books en 2018.  El libro se centra en los debates culturales y políticos que rodean la teoría transgénero, con un enfoque particular en la crítica de lo que el autor describe como «ideología transgénero».

## En el debate público
A Cuando Harry se convirtió en Sally se le criticó por repetidamente usar el nombre de nacimiento u otro nombre pasado de las personas trans e ignorar las realidades a las que se enfrentan las personas trans. Por otro lado, ha recibido elogios, en particular de los medios conservadores.
Un éxito de ventas recién su publicación, en febrero de 2021, el libro se convirtió en el primero en ser prohibido bajo una nueva política contra el discurso de odio promulgada por Amazon.com, el minorista que vende tres cuartas partes de todos los libros vendidos en los Estados Unidos. La medida fue criticada por la Coalición Nacional contra la Censura, y el senador estadounidense Tom Cotton. El 12 de marzo, en respuesta a una carta de otros cuatro senadores del mismo país —Marco Rubio, Mike Lee, Mike Braun y Josh Hawley—, Amazon aclaró que la empresa "optó por no vender libros que enmarquen la identidad LGBTQ+ como una enfermedad mental".  Anderson niega que su libro describa a las personas transgénero como "enfermas mentales", añadiendo: «Por favor, cite el pasaje donde los ‘llamo enfermos mentales’. No puede citar ese pasaje porque no existe».  La propia hipótesis de Anderson, tal como se publicó en un artículo de opinión de USA Today después de que se diera la explicación de Amazon, es que la eliminación se basó en parte en su postura de que "es profundamente poco ético intervenir en el desarrollo físico normal de un niño como parte de 'afirmar' una 'identidad de género' en desacuerdo con el sexo corporal".